# Karl Wilhelm List
Karl Wilhelm List (* 29. Mai 1872 in München; † 29. März 1947 in Glonn in Oberbayern) war ein deutscher Verwaltungsjurist und Präsident der Eisenbahndirektionen Augsburg und München.

## Leben
Karl Wilhelm List studierte Rechtswissenschaften, legte 1897 das Große juristische Staatsexamen ab und trat Mitte Juni 1898 als geprüfter Rechtspraktikant in den Dienst der bayerischen Staatseisenbahnen. 1901 wurde er Assessor und 1903 Direktionsassessor beim Oberbahnamt und der Eisenbahndirektion München. Am 1. Juni 1908 zum Oberinspektor ernannt, folgte zum Jahresbeginn 1909 die Bestellung zum Direktionsrat und Leiter der Betriebsinspektion Augsburg. Zum 1. Oktober 1910 wechselte er in das Staatsministerium für Verkehrsangelegenheiten, wo er 1912 zum Regierungsrat befördert wurde. 1920 zum Oberregierungsrat ernannt, kam er in die Zweigstelle Bayern des Reichsverkehrsministeriums. Am 1. April 1924 wurde er mit der Leitung der Reichsbahndirektion Augsburg beauftragt und fungierte als deren Präsident in der Zeit vom 1. Oktober 1924 bis zum 31. Januar 1933. Im direkten Anschluss wurde er Präsident der Reichsbahndirektion München und bereits wenige Monate später am 1. Oktober von seinen Ämtern entbunden. Zum 1. Januar 1934 ging List in den Ruhestand.